# 매슈 다다리오
매슈 퀸시 다다리오(영어: Matthew Quincy Daddario, 1987년 10월 1일 ~ )는 미국의 배우이다. 그는 2016년부터 방영중인 프리폼의 드라마 《섀도우 헌터스: 더 모탈 인스트루먼트》에서 알렉 라이트우드 역으로 잘 알려져 있다.

## 성장 과정
다다리오는 변호사인 어머니 크리스티나와 검사이자 마이클 블룸버그 시장 하 뉴욕 경찰국 대테러 책임자인 아버지 리처드 다다리오 사이에서 뉴욕에서 태어나 자랐다. 형제자매로는 누나와 여동생이 있으며, 누나인 알렉산드라 다다리오는 마찬가지로 배우이다. 여동생의 이름은 캐서린 다다리오이다.
다다리오의 친할아버지인 에밀리오 Q. 다다리오는 1959년부터 1971년까지 코네티컷주에서 민주당 의원인 미국 하원이었다. 그는 이탈리아, 아일랜드, 체코, 잉글랜드계 혈통을 이어받았다. 그는 컬리지엣 학교에서 공부하였으며, 인디애나 대학교 블루밍턴에서는 경영학을 전공하여 2010년 졸업하였다.

## 출연 작품

### 영화
| 연도   | 제목                            | 역할        | 비고                                         |
| ------ | ------------------------------- | ----------- | -------------------------------------------- |
| 2012년 | 더 데뷔                         | 피터 햄블   |                                              |
| 2013년 | 우리가 사랑한 시간              | 에런        |                                              |
| 2013년 | 36 세인트                       | 서배스천    |                                              |
| 2013년 | 딜리버리 맨                     | 채닝        |                                              |
| 2014년 | 그로잉 업 앤드 아더 라이스      | 피터        |                                              |
| 2014년 | 151경기                         | 대니 라두세 |                                              |
| 2015년 | 나오미 앤 엘리스 노 키스 리스트 | 게이브리얼  |                                              |
| 2016년 | 캐빈 피버                       | 제프        |                                              |
| 2016년 | 더 라스트 헌트                  | 매티어스    | 단편 영화, 배우, 감독, 이그제큐티브 프로듀서 |
| 2021년 | 트러스트                        | 오웬        | 주연                                         |

### 텔레비전 드라마
| 연도            | 제목                                | 역할            | 비고       |
| --------------- | ----------------------------------- | --------------- | ---------- |
| 2016년 - 2019년 | 섀도우 헌터스: 더 모탈 인스트루먼트 | 알렉 라이트우드 | 주연       |
| 2020년          | 토미 (시즌1)                        | 블레인          | 에피소드 5 |
| 2021년          | 와이 우먼 킬 (시즌2)                | 스쿠터 폴라스키 | 조연       |

## 수상 및 후보
| 연도   | 상               | 부문                                           | 작품                                | 결과 | 출처  |
| ------ | ---------------- | ---------------------------------------------- | ----------------------------------- | ---- | ----- |
| 2016년 | 틴 초이스 어워드 | 초이스 TV: 브레이크아웃 스타                   | 섀도우 헌터스: 더 모탈 인스트루먼트 | 수상 | [ 5 ] |
| 2016년 | MTV 팬덤 어워드  | 올해의 커플 (해리 셤 주니어와 공동 후보)       | 섀도우 헌터스: 더 모탈 인스트루먼트 | 후보 | [ 6 ] |
| 2017년 | 틴 초이스 어워드 | 초이스 TV: SF/판타지 배우                      | 섀도우 헌터스: 더 모탈 인스트루먼트 | 후보 | [ 7 ] |
| 2017년 | 틴 초이스 어워드 | 초이스 TV: 커플상 (해리 셤 주니어와 공동 후보) | 섀도우 헌터스: 더 모탈 인스트루먼트 | 후보 | [ 8 ] |
| 2017년 | 틴 초이스 어워드 | 초이스 TV: 립록 (해리 셤 주니어와 공동 후보)   | 섀도우 헌터스: 더 모탈 인스트루먼트 | 후보 | [ 9 ] |